# Ramon Martí i Alsina
Ramon Martí i Alsina (Barri de la Ribera, Barcelona, 10 d'agost de 1826 - Barcelona, 21 de desembre de 1894) fou un pintor realista català, i una de les peces claus en la renovació de la pintura catalana moderna.
Considerada la figura més important del realisme artístic de Catalunya i Espanya, Martí Alsina s'emmarcà dins els corrents europeus més moderns i trencadors del moment. Estudià a París on conegué l'obra de Gustave Courbet, el major exponent internacional del realisme, i l'obra de l'escola de Barbizon. Tot i que les seves primeres obres es veien influenciades pel romanticisme, posteriorment seria l'introductor de les idees de Courbet a Catalunya.
Atret pel pensament positivista i els corrents progressistes, Martí Alsina expressà el seu realisme militant en obres com el Bornet o La migdiada on es palesa el postulat realista bàsic de retratar la realitat, costumista i sense idealitzacions o embelliments innecessaris.

## Biografia
Ramon Martí Alsina va néixer el 10 d'agost de 1826 al carrer de les Semoleres de Barcelona, al Barri de la Ribera. El pare era funcionari de l'Ajuntament de Barcelona i va morir quan ell tenia 8 anys. Aleshores la mare va confiar la seva educació a en Ramon Tenas, padrí del Ramon.
Per pressions familiars va cursar estudis de filosofia, i els va compaginar amb classes nocturnes a l'Escola de la Llotja, on va aprendre de mestres com Antoni Ferrant, Claudi Lorenzale o Lluís Rigalt, entre d'altres.
D'adolescent es va fer molt amic de Narcís Monturiol, amistat que duraria tota la vida i amb qui compartiria ideari i interessos polítics. Es creu que, quan Monturiol va haver d'exiliar-se per motius polítics, Martí Alsina el va acompanyar, fent així el seu primer viatge per Europa.
Es va casar el 4 d'abril de 1850 amb la filla d'un argenter balear, Carlota Aguiló Moreno. Van tenir cinc fills: Camil, Anita, Carlota, Ricard i Ramona.
Amb la dona van viure al carrer Escudellers número 56. Durant els anys 50 va participar en l'organització d'exposicions amb l'Asociación de Amigos de las Bellas Artes de Barcelona, que va compaginar amb la feina de professor d'aritmètica i geometria de l'escola de la Llotja. Més tard també va ser professor de dibuix de figura. Durant aquesta època es va habilitar diversos tallers per Barcelona, on també feia classes privades en les quals es van formar de manera paral·lela a l'ensenyament oficial, mestres com Modest Urgell, Joaquim Vayreda, Tusquets i Galofre, entre d'altres.
El 1855 va fer un viatge a París per descobrir les tendències artístiques del moment. Va visitar l'Exposició Universal i va descobrir obres de l'Escola de Barbizon i de Gustave Courbet, que influirien definitivament en el seu estil.
El 1858 va viatjar a Madrid a presentar-se a una Exposición Nacional de Bellas Artes, on va ser tercer amb l'obra Estudi del Natural i va vendre El darrer dia de Numància, presentada fora de concurs.
L'any següent, el 1859, va ser nomenat acadèmic de l'ara anomenada Reial Acadèmia Catalana de Belles Arts de Sant Jordi. Al discurs d'ingrés va defensar el seu desacord amb l'academicisme d'Overbeck. En aquell moment va rebre un encàrrec de la Diputació de Barcelona per a realitzar un quadre sobre la guerra del Marroc. Se'n desconeixen les causes, però finalment l'encàrrec el va dur a terme Marià Fortuny, qui va fer la coneguda La Batalla de Tetuan, actualment exposada al Museu Nacional d'Art de Catalunya.
El 1860 es va afiliar a l'Ateneu Català, l'actual Ateneu Barcelonès, del qual va arribar a presidir la secció de Belles Arts en els últims anys de la seva vida. Un any després va rebre l'encàrrec de pintar tres plafons per decorar el sostre del Liceu, després del primer incendi. Aquestes obres van desaparèixer amb el segon incendi el 1994.
Posteriorment va renunciar als càrrecs a l'Acadèmia i l'Ateneu per motius polítics, perquè es va negar a jurar la Constitució del 1869. Durant la Primera república va tornar a la càtedra el 1873. En la seva biografia, Folch també comenta que Martí Alsina es negà a treballar per a Isabel II i per Alfons XII.

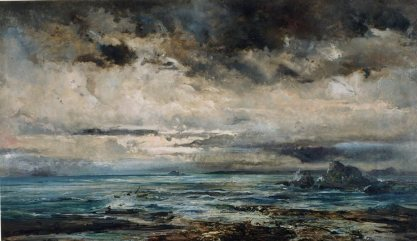
Mar tempestuós, c. 1867. Biblioteca Museu Víctor Balaguer

El 1862 va iniciar diversos negocis de venda d'obres d'art, fet gens habitual en l'època. Es va associar amb economistes com Miquel Elias i Marchal i advocats com Sebastià Anton Pasqual i Inglada. Amb el temps, aquest projecte provocaria que es cregués que algunes de les seves obres provenien més dels seus tallers que d'ell mateix. El 1863 va iniciar el seu gran projecte, pintar El Gran dia de Girona, obra que l'acompanyaria la resta dels seus dies.
Va ser fundador de la Sociedad para Exposiciones de Barcelona el 1868. En aquesta època la premsa feia molt bones crítiques dels seus projectes, com les publicades al Diari de Barcelona o a La Renaixença.
Pel seu compromís polític, el 1866 va renunciar al càrrec d'acadèmic de Belles Arts i el 1870 va ser destituït del càrrec de professor a l'Escola de la Llotja, on no va voler jurar la constitució amadeista. A principis dels anys 70 l'artista passa per una crisi emocional quan perd un fill i una filla per una epidèmia de tifus. Més endavant també perdria la seva dona.
El 1888 es casaria de nou amb Francisca Chillida, amb qui tindria 3 fills més, Ramon, Enric i Emilia. Pocs anys després, el 21 de desembre de 1894, moriria a Barcelona.

## Obra

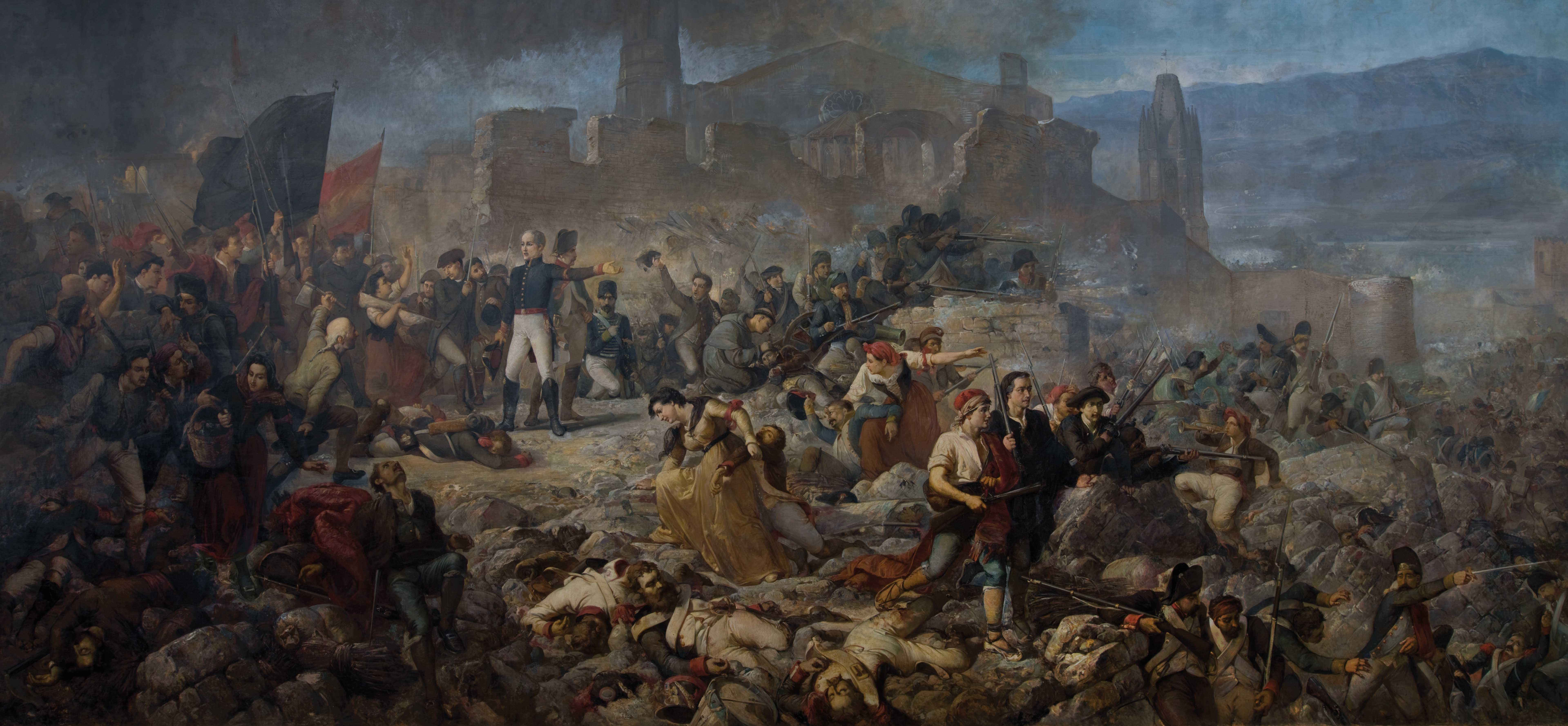
El gran dia de Girona

Martí i Alsina va ser un artista prolífic que va abordar una gran multitud de gèneres. Des de temes històrics fins a al·legòrics i costumistes, passant per retrats, nus femenins i bodegons. No obstant això, com el seu admirat Courbet, va destacar sobretot pels extraordinaris paisatges i les marines, molts de gran format, executats amb gran domini de la tècnica i del color.
Aquest pintor realista va ser un home extremament actiu. A banda de crear, també va emprendre una important tasca docent. El seu innovador mètode pedagògic, d'acord amb els principi realistes, consistia en el fet que l'alumne es formés en el seu propi estil. Havia d'observar rigorosament la natura i analitzar de manera empírica els múltiples efectes canviants de la llum i dels fenòmens atmosfèrics sobre el paisatge.
Una de les temàtiques principals de la seva obra se centrà en un esdeveniment històric: els setges de Girona de 1808 i 1809 durant la guerra del francès. Les obres més destacades d'aquesta època són Les heroïnes de Santa Bàrbara, El setge de Girona de 1809, El gran dia de Girona i La Companyia de Santa Bàrbara.
Una altra de les temàtiques principals de la seva obra foren la realització de marines i paisatges, on es pot veure l'abandonament dels tòpics romàntics deixant pas a un realisme pictòric evident, defensant la realitat com a única font d'inspiració. Precisament, com a pintor de paisatges va ser convidat a participar en la primera exposició de l'Acadèmia de Belles Arts de Sabadell.
Amb el temps Martí Alsina s'anà adaptant tèbiament als nous corrents com l'impressionisme. És per això que alguns crítics consideren el pintor un artista eclèctic, que no es pot adscriure a cap corrent pictòric concret. Va influir en artistes com Modest Urgell, Joaquim Vayreda, Ramon Casas i Santiago Rusiñol, entre d'altres.
A Catalunya es poden trobar obres seves exposades en diferents institucions públiques, entre elles el Museu Nacional (MNAC), el Museu d'Art de Sabadell, el Museu de l'Empordà de Figueres, L'Enrajolada. Casa Museu Santacana de Martorell, el Museu d'Història de Girona, el Museu Comarcal de la Garrotxa, el Museu Marítim de Barcelona, el Museu de Mataró, el Museu de Montserrat, el Museu Municipal de Tossa de Mar, el Museu de Terrassa, la Vil·la Casals - Museu Pau Casals del Vendrell, el Vinseum. Museu de les Cultures del Vi de Vilafranca del Penedès i la Biblioteca Museu Víctor Balaguer de Vilanova i la Geltrú.

### Obres destacades
- El gran dia de Girona
- La migdiada
- La Companyia de Santa Bàrbara
- La noia de l'anell
- Mar tempestuós
- Paisatge rural amb figures
- Tigre

## Exposicions rellevants
- 1920 - Palau de les Belles Arts - Exposició monogràfica organitzada per la Junta Municipal d'Exposicions de Barcelona.[n. 1]
- 1926 - Sala Parés - Amb motiu del centenari del naixement, la sala del carrer petritxol va organitzar diverses petites mostres al llarg de l'any
- 1927 - Galeries Laietanes - Exposició d'obres escollides de Martí Alsina
- 1941 - Palau de la Virreina - Exposició retrospectiva organitzada per l'entitat Amigos de los Museos.[n. 2]
- 1994 - Museu d'Art Modern de Barcelona i a la Fundación Mapfre de Madrid - Exposició retrospectiva sobre els paisatgistes del s.XIX, LLuís Rigalt, Alsina i Vayreda.
- 2005 - Museu del Càntir d'Argentona - L'ajuntament organitza una mostra analitzant la relació entre l'artista i la població.
- 2011 - El gran dia de Girona, Anatomia d'un Quadre, al Museu d'Art de Girona
- 2011 - Realisme(s). L'emprenta de Courbet, al Museu Nacional d'Art de Catalunya (amb obres de Martí Alsina)
- 2011 - Dibuixos 1826-1894 Palau Antiguitats, Barcelona[12]

## Premis i reconeixements
- 1858 - Madrid - Tercera Medalla a l'Exposició Nacional de Belles Arts per Estudi del Natural
- 1860 - Barcelona - La mort d'Abel
- 1868 - Lió - Médaille de la Société des Amis de Lyon
- 1891 - Barcelona - Diploma honorífic per La Companyia de Santa Bàrbara